# Sambiagio
Sambiagio è un cognome di lingua italiana.

## Varianti
Sanbiagio.

## Origine e diffusione
Il cognome è estremamente raro.
Potrebbe derivare da un toponimo.
In Italia conta circa 37 presenze.
La variante Sanbiagio è altrettanto rara.